# Italo Salice
Italo Salice (Roma, 20 febbraio 1942) è un ex tuffatore italiano.

## Biografia
Ha partecipato ai Giochi del Mediterraneo di Napoli 1963, vincendo la medaglia d'oro nel trampolino 3 metri.
A 26 anni ha preso parte ai Giochi olimpici di Città del Messico 1968, nella gara di trampolino 3 metri, non riuscendo ad accedere alla finale a 12, chiudendo 17º con 87.86 punti..
Dopo il ritiro è stato anche tecnico federale.

## Palmarès
- Giochi del Mediterraneo

Napoli 1963: oro nel trampolino 3 metri;